# Oenocarpus distichus
Oenocarpus distichus (bacaba en abanico o bacaba de leche) (Oenocarpus distichus Mart)  es una especie de  palmera de la familia Arecaceae, común al sudeste de la Amazonia. Se distingue del milpesillo por la notoria apariencia de sus hojas opuestas.

## Uso
En Brasil, la bacaba es aprovechada por los indígenas desde tiempos inmemoriales. Con el jugo del mesocarpio amasado se prepara un vino espeso, muy apreciado localmente. La pulpa de los frutos contiene 25% de aceite (10% del peso del fruto entero) y produce un aceite de color amarillo claro.